# 제도부흥원
제도부흥원(일본어: 帝都復興院)은 1923년(다이쇼 12년) 9월 1일에 발생한 간토 대지진의 다음날 2일부터 제도부흥성안(帝都復興省案)과 함께 검토되어 9월 27일에 제2차 야마모토 내각에 의하여 설치된 정부기관이다.

## 개요
제도부흥원 총재는 내무대신 고토 신페이(전 철도원 총재·도쿄 시장)가 겸직하였다. 총재관방·계획국·토지정리국·토목국·건축국·경리국·물자공급국이 설치되었다. 내무성, 철도성 등에서 유능한 기술자를 모아 제도부흥사업에 임하였다.
부흥원이 입안한 제도부흥계획은 추밀원 고문관 이토 미요지(伊東巳代治) 등 원로 정치가와 야당 입헌정우회의 반발에 의하여 큰폭으로 축소되었다. 또한 1923년(다이쇼 12년) 12월에 발생한 도라노몬 사건에 의하여 제2차 야마모토 내각이 총사직하면서 총재가 고토에서 미즈노 렌타로로 교체되었으며, 1924년(다이쇼 13년) 2월 25일에 제도부흥원은 폐지되었다. 제도부흥사업은 내무성의 외국으로서 설치된 부흥국에 인계되었다. 부흥국은 1930년(쇼와 5년) 4월 1일에 부흥사무국으로 개편되었으며, 1932년(쇼와 7년) 4월 1일에 부흥사무국도 폐지되었다.

## 간부
- 총재：고토 신페이 → 미즈노 렌타로
- 부총재：미야오 슌지(宮尾舜治)
- 부총재：마쓰키 간이치로(松木幹一郎)
- 기감：나오키 린타로(直木倫太郎)
- 이사·계획국장：이케다 히로시(池田宏)
- 이사·건축국장：사노 도시카타(佐野利器)
- 이사·토목국장：나오키 린타로(겸직) → 오타 엔조(太田圓三)
- 이사·토지정리국장：미야오 슌지(겸직) → 이나바 겐노스케(稲葉健之助)
- 물자 공급국장：마쓰키 간이치로(겸직)
- 경리국장：소고 신지(十河信二)
- 총재 관방장관：가나이 기요시(金井清)